# Ioan Milițiu
Ioan Milițiu (n. 25 octombrie 1927, Turda, Județul Cluj, România) este un agronom, pomicultor și profesor universitar român, recunoscut pentru contribuțiile sale în cercetarea arbuștilor fructiferi, pomiculturii intensive și pregătirea specialiștilor în horticultură. Membru al Academiei de Științe Agricole și Silvice și membru de onoare al Societății Române de Horticultură, a avut o carieră de peste 45 de ani marcată de o activitate didactică și științifică prolifică, în ciuda instabilității posturilor ocupate.

## Biografie

### Copilărie și educație
Ioan Milițiu s-a născut la 25 octombrie 1927 în Turda, Județul Cluj, în familia lui Vasile și Maria Milițiu, gospodari înstăriți cu 24 ha de pământ. A urmat școala primară în orașul natal, apoi Liceul Militar din Târgu Mureș și Timișoara, finalizând studiile liceale la Liceul „Regele Ferdinand” din Turda. Formarea sa în cei șase ani de liceu militar i-a cultivat disciplina, perseverența și o puternică etică a muncii. Între 1947 și 1951, a studiat la Facultatea de Horticultură din Institutul Agronomic București, absolvind cu „Diplomă de merit”. A fost remarcat de profesorul Nicolae Constantinescu, fondator al științei pomiculturii în România, care l-a numit preparator în anul IV de studii (1950–1951).

### Carieră profesională
Ioan Milițiu a avut o carieră didactică și administrativă diversă, marcată de schimbări frecvente de posturi din cauza instabilității instituționale din învățământul agronomic românesc de dinainte de 1990. A fost asistent la Catedra de Pomicultură a Institutului Agronomic „Nicolae Bălcescu” (IANB) între 1951 și 1960, sub îndrumarea profesorului Nicolae Constantinescu. În această perioadă, a fost lector la Institutul de Perfecționare a Cadrelor Didactice București (1958–1960) și lector pentru disciplina „Horticultură” la Catedra de Științe Agricole din Universitatea București (1960–1971). A devenit conferențiar în 1971 și profesor în 1974.
În paralel, între 1951 și 1971, a ocupat funcția de șef de serviciu și secretar științific în Ministerul Învățământului, Direcția Învățământului Superior Agricol, coordonând pregătirea studenților agronomi. În 1971, a susținut teza de doctorat intitulată „Biologia și fiziologia unor specii horticole”. În 1974, s-a transferat la Facultatea de Horticultură din Universitatea Craiova, unde a predat „Pomicultura generală”, contribuind la extinderea livezilor intensive în Oltenia și la formarea specialiștilor horticultori. Între 1974 și 1978, a activat ca profesor și șef al Departamentului de Fitotehnie la Facultatea de Agronomie din Universitatea Națională a Republicii Zair, organizând un câmp experimental de 35 ha.
După pensionarea din 1995, a fost invitat la Universitatea din Târgoviște, unde a fost șef de catedră (1995–1998) și decan (1998–2000), contribuind la organizarea acestei instituții. A rămas activ în cercetare și predare chiar și la o vârstă înaintată, fiind recunoscut pentru energia și dedicarea sa.

### Familie
Despre viața personală a lui Ioan Milițiu se cunosc puține detalii, textul menționând doar că s-a născut în familia lui Vasile și Maria Milițiu. Nu sunt disponibile informații despre soție sau copii.

## Activitate științifică
Ioan Milițiu a fost un pionier în cercetarea arbuștilor fructiferi și a pomiculturii intensive, contribuțiile sale având un impact semnificativ asupra horticulturii românești. A publicat peste 180 de lucrări, totalizând peste 6.000 de pagini, incluzând monografii, manuale universitare, lucrări de cercetare și articole de popularizare. Cercetările sale s-au concentrat pe cinci domenii principale:
- Arbuști fructiferi: A studiat specii precum cătina (Hippophae rhamnoides), afinul (Vaccinium myrtillus), socul (Sambucus nigra), păducelul (Crataegus sp.), porumbarul (Prunus spinosa), mălinul (Prunus padus), cornul (Cornus mas) și migdalul pitic (Amygdalus nana), aducând contribuții fundamentale la cunoașterea acestor specii în România. A fost coautor al monografiei „Arbuști fructiferi” (1955), prima lucrare majoră pe acest subiect în țară.
- Pomicultura intensivă a mărului: A colaborat cu profesorii Aurel Negrilă și Fl. Lupescu pentru a moderniza cultura mărului, cercetând plantații intensive, forme palisate ale coroanei, tăieri de fructificare, distanțe de plantare și garduri fructifere. A studiat soiuri precum Jonathan, Golden Delicious și Starkrimson.
- Tehnologii pentru alte specii pomicole: A cercetat tăieri palmete la cais, cireș, piersic și vișin, fertilizarea și pichetajul pentru plantații noi.
- Studiul soiurilor: A realizat analize comparative ale soiurilor de măr, cais, piersic și cireș, contribuind la adoptarea unor soiuri valoroase din import și autohtone pentru livezile plantate între 1970 și 1985.
- Biologia pomicolă: A investigat aspecte precum înmulțirea, creșterea și fructificarea speciilor pomicole, cu accent pe aplicații practice.

Contribuțiile sale au fost esențiale pentru dezvoltarea livezilor intensive în România, în special în Oltenia, și pentru standardizarea tehnologiilor pomicole moderne.

## Lucrări
Ioan Milițiu a publicat peste 180 de lucrări, incluzând monografii, manuale universitare, cursuri litografiate, lucrări de cercetare și materiale de popularizare. Printre cele mai reprezentative se numără:
- Arbuști fructiferi (1955, 302 pg., coautor), Editura Agrosilvică.
- Lucrări practice de horticultură și pomicultură (1959, 310 pg.), Editura Didactică și Pedagogică (EDP).
- Curs de horticultură (1964, 880 pg.), EDP.
- Horticultura, vol. I (1967, 424 pg.), EDP.
- Horticultura, vol. II (1969, 542 pg.), EDP.
- Pomicultură generală (1974, 238 pg.), curs litografiat, Craiova.
- Pomicultură specială (1976, 346 pg., coautor cu Marius Popescu), EDP.
- Horticulture tropicale (1975, 124 pg.), Zair, Iangambi.
- Cultures fruitières tropicales (1975, 157 pg.), Zair, Iangambi.
- Specii fructifere exotice cultivate la tropice și în România (1992, 500 pg.), EDP.
- Agenda horticultorului (1958, coautor), Editura Agrosilvică.
- Livezi intensive (1965, 302 pg., coautor), Editura Agrosilvică.
- Pomologia RSR, vol. VII (1974, 1982, coautor), coordonator Marius Popescu, EDP.
- Pomicultura și selecția plantelor pomicole (1961), manual pentru școlile de maiștri, EDP.
- Pomicultura (1963), manual pentru școlile tehnice agricole, EDP.
- Horticultura și viticultura (1981, reeditat până în 1989), manual pentru liceele agroindustriale, EDP.

A publicat articole în reviste precum „Lucrări Științifice” (IANB), „Revista Horticultură” și „Le Zaire”, abordând teme precum tăierile de fructificare, soiurile de măr și cultura tropicală.

## Premii și recunoaștere
- Premiul I al Consiliului Superior al Agriculturii (1963, 1969).
- Premiul I al Ministerului Educației și Învățământului (1966).
- Ordinul Muncii, clasa a III-a (1971).
- Medalia de argint la concursul de fructe, Baia Mare (1981) și Craiova (1995).
- Membru al Academia de Științe Agricole și Silvice.
- Membru de onoare al Societății Române de Horticultură.
- Membru al Societatea Internațională de Științe Horticole.
- Conducător științific de doctoranzi (din 1992).

## Recunoaștere internațională
Ioan Milițiu a reprezentat horticultura românească la numeroase congrese și simpozioane internaționale:
- Bulgaria (1962), Cuba (1970), Italia (1967), Franța (1968), Elveția (1968), Germania (1978), Belgia (1974), Anglia (1974), RFG (1990), SUA (1999, 2000), Canada (2001).
- Comunicare la Congresul Internațional de Horticultură, Hamburg (1982): „The sandy soils in South Oltenia a favorable zone for peaches”.
- Referat la Simpozionul internațional „Solul și culturile fructifere”, Universitatea Giessen, Germania (1990).
- Referat la Simpozionul ARA, Montreal, Canada (2001): „Cercetări privind consumul de apă al caisului în funcție de metoda de udare” (cu Gabriela Teodorescu).

## Contribuții suplimentare

### Proiecte educaționale
A elaborat 11 manuale pentru școlile de maiștri și liceele agricole, contribuind la formarea elevilor în horticultură. Este considerat unul dintre cei mai importanți autori de manuale agricole din România, alături de Cesar Nicolau și Mihail Dumitrescu.

### Activitate în Zair
În perioada 1974–1978, a organizat un câmp experimental de 35 ha în Zair și a publicat cinci volume de cursuri litografiate pentru studenții zairezi, care au devenit o sursă bibliografică esențială.

### Activitate post-1990
După pensionare, a contribuit la organizarea Universității din Târgoviște și a rămas activ în cercetare, publicând lucrări despre specii fructifere exotice și agroturism.